# Muhlenbergia breviculmis
Muhlenbergia breviculmis är en gräsart som beskrevs av Jason Richard Swallen. Muhlenbergia breviculmis ingår i släktet muhlygräs, och familjen gräs. Inga underarter finns listade i Catalogue of Life.